# Wi (kana)
ゐ în hiragana sau ヰ în katakana, (romanizat ca wi sau i) este un kana în limba japoneză care reprezintă o moră. Acest kana este învechit și aproape nu se mai folosește în texte japoneze contemporane. Caracterul hiragana este scris cu o linie, iar caracterul katakana cu patru linii. Kana ゐ / ヰ reprezintă sunetul pronunție în japoneză [wi] ⓘ.
Ca și kana pentru we, (ゑ în hiragana, ヱ în katakana), ゐ și ヰ se mai folosesc foarte rar după 1946 și au fost înlocuite de kana pentru i (い în hiragana, イ în katakana). Hiragana ゐ mai este folosit pe insula Okinawa pentru silaba /wi/ și în digrafe /kwi, ɡwi/.
Caracterul ゐ provine de caracterul kanji 為, iar ヰ provine de 井.

## Folosire în limba ainu
În limba ainu, katakana ヰ este folosit pentru sunetul [wi], iar acest sunet se poate de asemenea scrie ca ウィ.

## Ordinea corectă de scriere
|                                      |
| Ordinea corectă de scriere pentru ゐ |

|                                      |
| Ordinea corectă de scriere pentru ヰ |

## Alte metode de scriere
- Braille:

| －－ ・－ ・－ |

- Codul Morse: ・－・・－